# W0waCDM

w0waCDM est un modèle cosmologique,. Il consiste en une extension du modèle ΛCDM, actuel modèle standard de la cosmologie. Il permet de prendre en compte une éventuelle évolution, au cours du temps, de l'énergie sombre. Il est notamment utilisé par les collaborations DESI et Euclid.
L'énergie sombre est modélisée comme un fluide, dont l'équation d'état est, :
{\displaystyle p=w\rho c^{2}},
où :
- {\displaystyle p} est la pression du fluide[7] ;
- {\displaystyle \rho } est sa densité[7] ;
- {\displaystyle c} est la vitesse de la lumière dans le vide ;

et :
{\displaystyle w} est le paramètre d'état, défini par : {\displaystyle w=p\rho ^{-1}c^{-2}}. Celui-ci n'est pas constant mais varie en fonction du temps cosmique {\displaystyle t}.
La paramétrage de {\displaystyle w} est une fonction du décalage vers le rouge {\displaystyle z} ou du facteur d'échelle {\displaystyle a(t)} de l'univers de Friedmann, Lemaître, Robertson et Walker (FLRW). En effet, dans ce cadre, {\displaystyle z} et {\displaystyle a(t)} sont reliés par :
{\displaystyle 1+z={\frac {a_{0}}{a(t)}}}, où {\displaystyle a_{0}} est la valeur du facteur d'échelle au temps présent, de sorte que :
{\displaystyle w=w(z)=w(a)}.
D'ordinaire, le paramétrage utilisé est celui de Chevallier, Polarski et Linder (CPL).
Ainsi, le modèle se caractérise par une énergie sombre dont l'équation d'état à deux paramètres,, :
{\displaystyle w(a)=w_{0}+w_{a}\left(1-a\right)},
où :
- a est le facteur d'échelle normalisé à l'unité au temps présent ;
- {\displaystyle w_{0}} et {\displaystyle w_{a}} sont deux constantes.

La constante cosmologique correspond au cas {\displaystyle w_{0}=-1} et {\displaystyle w_{a}=0}.